# 层面 (语言学)
语法研究的层面，也称平面，语言学上指语法研究的几种视角， 包括句法层面、形态层面、语义层面和语用层面。
语法层面的方法论受到了查尔斯·莫里斯的符号学的影响。1981年，胡裕树在其主编的高校教材《现代汉语》里提出了“三个平面”思路，即句法、语义和语用层面，之后胡裕树、范晓又在《试论语法研究的三个平面》中比较详细的讨论了这一思想并举例分析。“三个平面”研究思路的确认，是80年代中国现代汉语语法研究大发展时期最重要的理论建树之一，确立了现代汉语语法立体研究的观念。
汉语以外，也有相似层面论提出，如角田太作在探讨日语和英语当中主語的定义时，主张应当从“语法分析的四个层面”（文法分析の四つのレベル）去分解主语，即动作者（施事）、主格、主题、主语，对应语义层面、形态层面、语用层面和句法层面。对比“三个平面”，角田的“四个层面”还囊括了汉语语法研究所没有的形态变化的视角。

## 句法层面
句法层面要求对句子进行句法分析，就是对词语和词语（符号与符号）按照一定方式组合构成的句法结构进行分析。使用的术语如句子成分的主语、谓语、宾语，短语类型如偏正词组、并列词组等，方法如句子成分分析、层次分析。句法分析是偏重于结构和范式的。

## 形态层面
句法层面要求对句子进行形态分析，就是对词语的形态作分析，这些形态往往与句法和语义都有联系。使用的术语如语法格的主格、宾格、斜格，以及配列上的主宾格、作通格、中立型等。

## 语义层面
语义层面要求对句子进行语义分析，就是对词语和词语所指的客观内容（符号与内容）之间的关系进行分析。使用的术语如语义角色的施事、受事，配价的一价动词、二价动词等，方法如语义特征分析、配价结构分析。

## 语用层面
语用层面要求对句子进行语用分析，就是对词语与使用者（符号与内容）之间的关系进行分析，也就是分析人怎样运用词语和句子进行交际。使用的术语如话题、述题、表达重点、焦点等。语用分析是侧重于动态的。

## 分析举例
例句 a.当中：
- 句法层面：“我”是主语。“读过《红楼梦》”是谓语。“《红楼梦》”是宾语。
- 形态层面：形态上没有变化，故不分格。
- 语义层面：“我”是动作“读”的施事。“《红楼梦》”是受事。
- 语用层面：“我”是话题。“读过《红楼梦》”是述题。强调旧信息“我”。

例句 b.当中：
- 句法层面：“《红楼梦》”是主语。“我读过”是谓语，“读”是谓语动词。
- 形态层面：形态上没有变化，故不分格。
- 语义层面：“我”是动作“读”的施事。“《红楼梦》”是受事。与（1）相同。
- 语用层面：“读过《红楼梦》”是话题。“我”是述题。强调旧信息“《红楼梦》”。